# Mujer tocando la guitarra
Mujer tocando la guitarra es una pintura al óleo del artista neerlandés del Siglo de Oro Johannes Vermeer (1632-1675), fechado hacia 1672. Esta obra de arte es una de las últimas actividades artísticas de Vermeer, y permite conocer las técnicas que dominaba y los enfoques de la pintura que prefería. El cuadro ha estado expuesto en Kenwood House de Londres, desde la década de 1920, como parte de la colección Iveagh . Tras ser recuperado de un robo en 1974, cuando se pedía un rescate por el cuadro fue devuelto a Kenwood House.

## Fondo

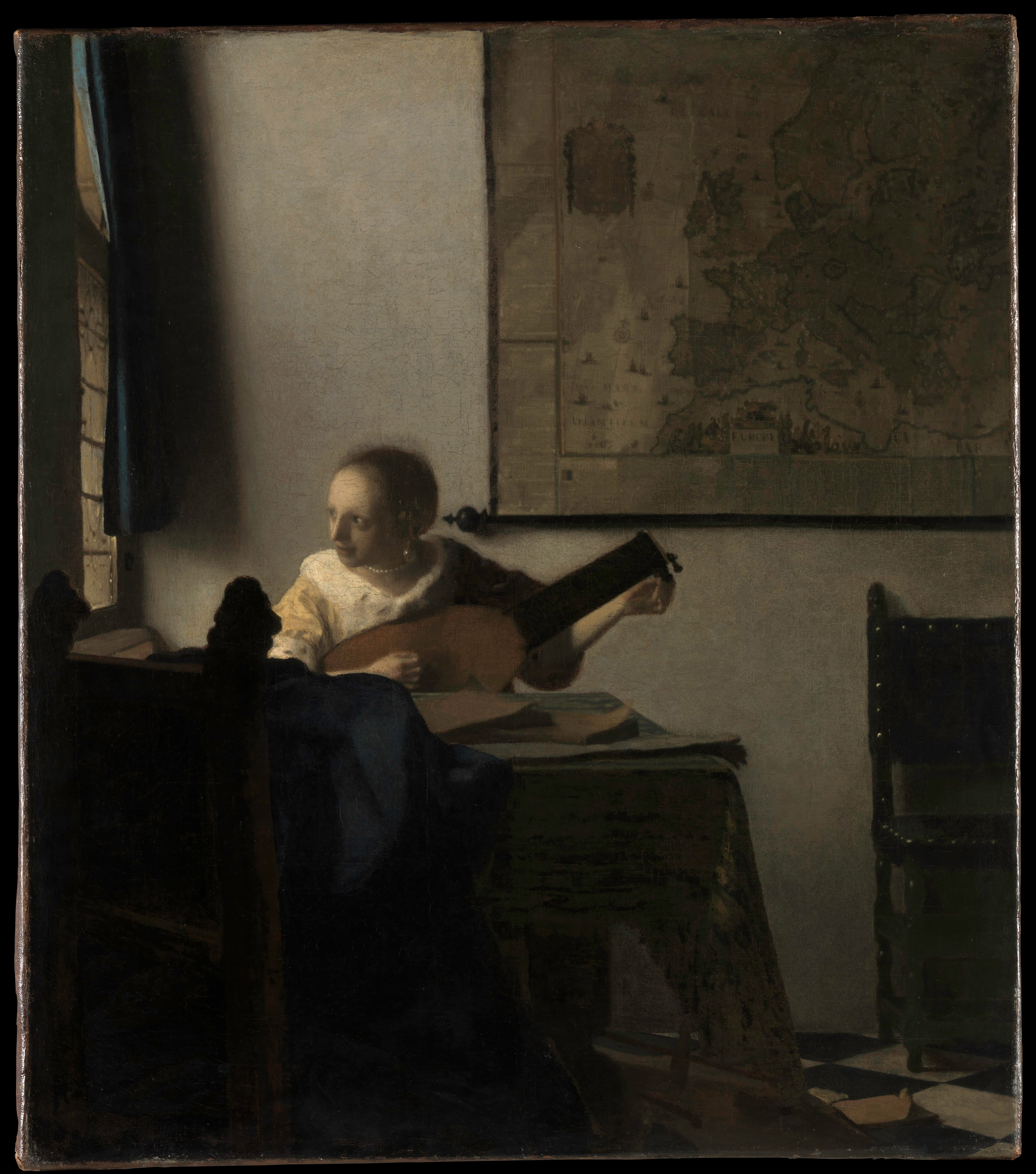
Johannes Vermeer, Mujer con laúd, 1664, óleo sobre lienzo

El estilo artístico de Vermeer en la década de 1670 se compara a menudo con su estilo anterior de mediados de la década de 1660. El cuadro demuestra adecuadamente la energía del estilo tardío de Vermeer.  Sus pinturas anteriores retratan mundos tranquilos y autónomos, pero Mujer tocando la guitarra es diferente. Su estilo tardío demostró técnicas de pintura abstracta, en las que la representación del movimiento se retrata a través de la ilustración difusa de objetos cambiantes. Con la experiencia de Vermeer, empezó a crear cuadros que muestran poses y acciones dinámicas, dando a entender que se está produciendo un movimiento (o, en este caso, un sonido). A menudo se compara a Mujer tocando la guitarra con La mujer con laúd de Vermeer.

## Composición y estilo
Mujer tocando la guitarra representa una nueva dirección en el arte de Vermeer. Dado que durante la década de 1660 desarrolló y perfeccionó el equilibrio y la armonía compositivos, pudo ampliar y pintar escenas que muestran desequilibrio y fluctuación. El cuadro rechaza el equilibrio compositivo y la armonía, lo que contradice sus pinturas anteriores.Este cuadro muestra una disposición desequilibrada que denota falta de coherencia compositiva, pero también rechaza el instrumento del pasado, el laúd, para centrarse en la guitarra moderna.El rechazo del laúd y la representación de la guitarra pueden estar relacionados con la organización compositiva de Vermeer. Vermeer pintó a la joven guitarrista muy a la izquierda, cubriendo de luces y sombras la mitad derecha del cuadro. Este desequilibrio da al espectador una sensación de cambio y movimiento. La combinación de una disposición desigual con un destello de luz procedente de la derecha y no de la izquierda obliga al espectador a comprometerse con el personaje y el instrumento de este cuadro. La disposición compositiva se ve reforzada por la decisión de Vermeer de dirigir específicamente la luz hacia la guitarrista, lo que ayuda al espectador a sentir el impacto de su presencia. Como resultado de la decisión de Vermeer de pintar una sola figura, el instrumento adquiere mayor importancia y protagonismo. La inclusión de un paisaje pastoral, cortinas oscuras, tres libros y un mantel azul proporcionan un contrapeso a la composición predominante que aparece a la izquierda de esta obra de arte.
El estilo tardío de Vermeer utilizó varias técnicas pictóricas, la mayoría de las cuales sugieren un estilo abstracto. Su fascinación por los objetos y las acciones que retratan el movimiento y el sonido está representada por un enfoque de la pintura que establece los objetos como difusos e iluminados. En su pintura, Vermeer integró el uso de la abstracción a través del rasgueo de las cuerdas de la guitarra y el movimiento de la mano derecha. Dado que este cuadro permaneció con él hasta su muerte en 1675, debemos suponer que se trató de una dirección estilística propia y no de un pedido de un mecenas.

## Análisis visual
En este cuadro, Vermeer representa a una joven rasgueando una guitarra. El instrumento está colocado cómodamente sobre su regazo mientras ella toca cerca de una ventana, sentada en la esquina de una habitación. Su atuendo se compone de una chaqueta amarilla bordada de armiño, un vestido de raso color marfil y un collar de perlas. A su alrededor, un paisaje pastoral pintado bordeado por un extravagante marco, una pared en blanco, tres libros y una guitarra.Antes de este cuadro, Vermeer retrataba a individuos con expresiones oscuras. Por el contrario, esta joven tiene una expresión abierta, alegre y coqueta. La sonrisa y la cabeza inclinada de la muchacha, junto con la mirada fija en algo que está justo fuera del cuadro, sugieren que no está jugando para nosotros, sino para un individuo invisible. Su vestido y peinado reflejan la moda de los neerlandeses ricos de la época.
La joven está retratada con rasgos sanos y una expresión libre, como si estuviera hablando o cantando. La expresión de la joven, el paisaje apacible que aparece tras ella y los tonos suaves de luz y oscuridad transmiten la alegría de este cuadro. Gracias a estos factores, Vermeer es capaz de provocar sentimientos de calma y satisfacción.

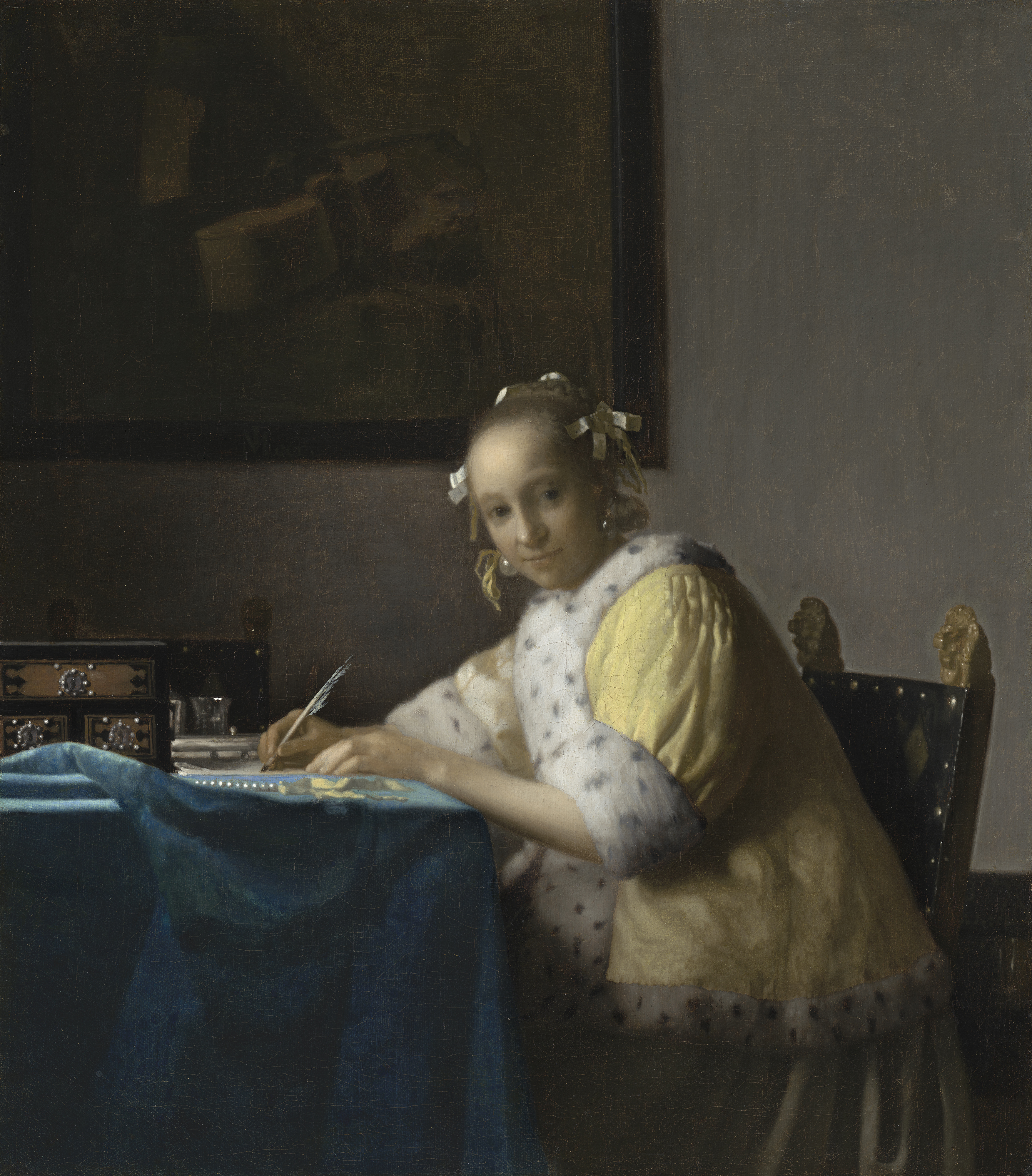
Johannes Vermeer, Dama en amarillo escribiendo, 1665, óleo sobre lienzo

### Chaqueta amarilla y vestido de raso

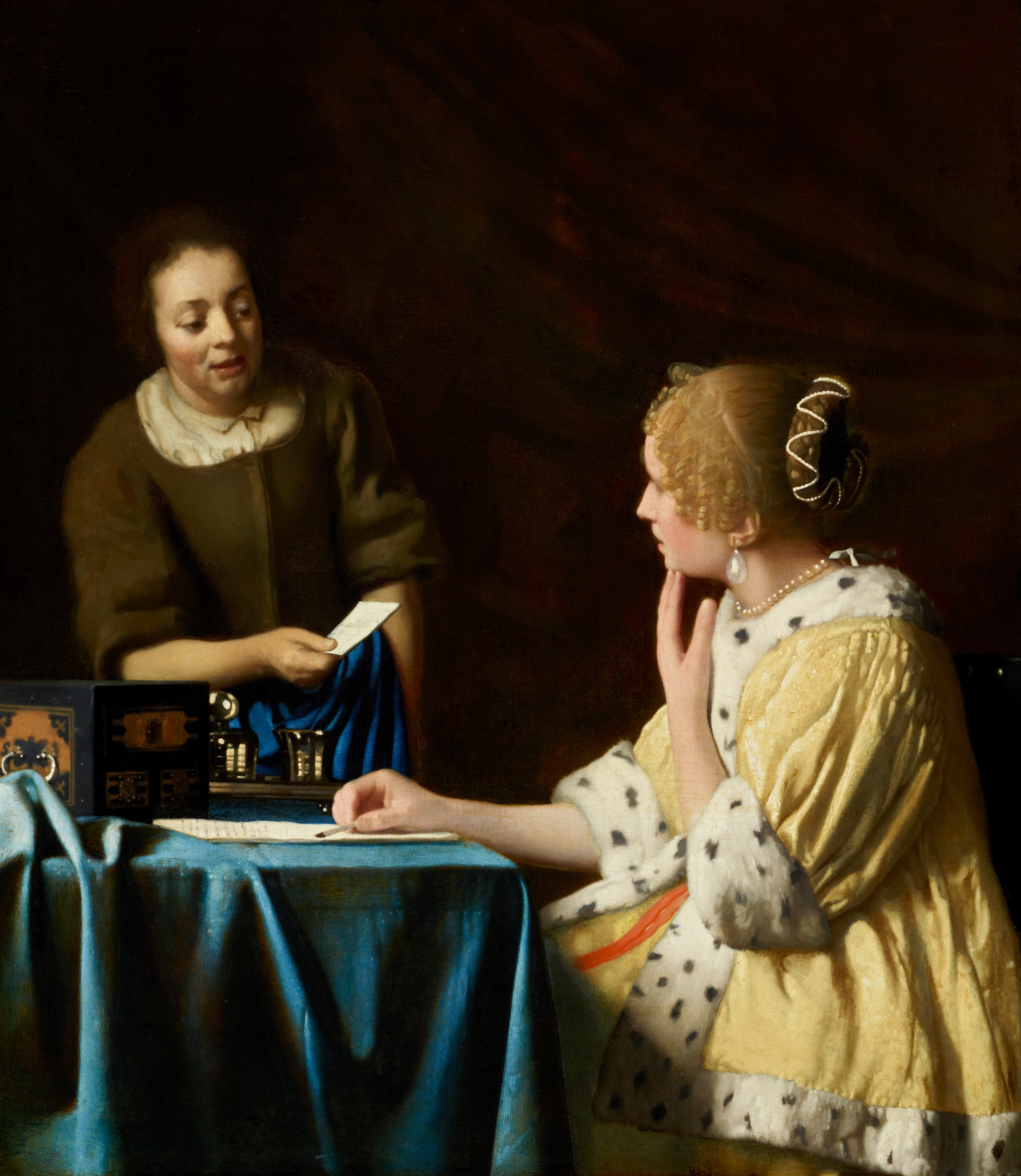
Johannes Vermeer, Dama con criada y carta, 1667, óleo sobre lienzo

La prende de vestir retratada en este cuadro se parece a cinco pinturas distintas de Vermeer, tres de las cuales son Dama en amarillo escribiendo, Dama con criada y carta y La muchacha del collar de perlas. En cada cuadro, la chaqueta presenta distintos tipos de pliegues, distribución de manchas y adornos de piel. Las finas manchas de pintura de plomo-estaño gris y amarillo categorizan el patrón abstracto que establecen los pliegues de la tela de las chaquetas y el ribete de piel. La devoción de Vermeer por la pintura de luces y sombras puede reconocerse a través de la inclusión de sombras de color marrón oscuro pintadas en el brazo y el hombro derechos de la joven guitarrista. Desde lejos, estas pequeñas manchas parecen mezcladas, pero en realidad están colocadas una al lado de la otra. Los historiadores concluyen que la piel de la chaqueta de Vermeer no era de armiño, sino de gato, ardilla o ratón. La piel se decoró con manchas de imitación. La chaqueta de Mujer tocando la guitarra es uno de los pocos ejemplos que se conservan de abrigos del siglo XVII.
La representación de un vestido de raso implica una vida de lujo. Se supone que el vestido de la joven es de satén almidonado. Para que el vestido pareciera pesado y brillante, el material se endurecía con almidón y luego se planchaba. Pintar materiales nobles como el satén requería tiempo y talento. Para representar con realismo materiales lujosos, el artista tenía que ser capaz de representar pequeños detalles en los pliegues y patrones del vestido. Para llevar a cabo tal tarea, el artista solía montar un maniquí de madera de tamaño natural vestido con las prendas.

### Collar de perlas
La representación que hace Vermeer de un collar de perlas alude al elegante estilo de vida de la joven. En esta obra utilizó una técnica abstracta para retratar el collar de perlas, que fue replicado en su pintura, Alegoría de la fe. Sobre la sombra, creó una difusa secuencia de luces esféricas blancas.Sobre la sombra, creó una difusa trama de luces esféricas blancas. No definió las perlas individuales para retratar la translucidez natural de la piedra preciosa.En comparación con sus cuadros de mediados de la década de 1660, Vermeer simplificó y descartó los detalles intensos en favor de representaciones abstractas. Esto muestra una evolución de su propio estilo, junto con una técnica que no era frecuentada por los artistas de su época.

### Guitarra

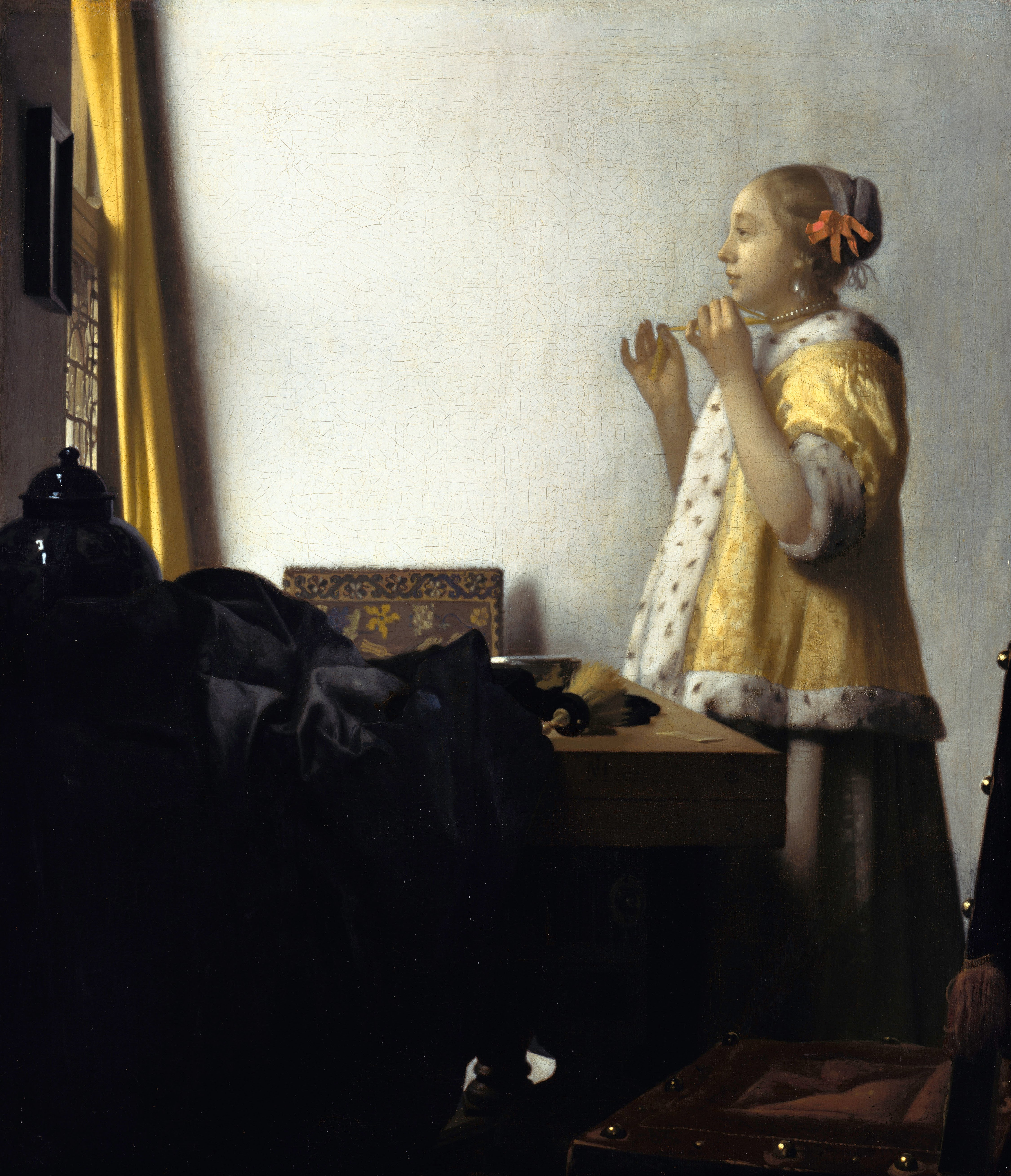
Johannes Vermeer, La muchacha del collar de perlas, 1665, óleo sobre lienzo

La representación de Vermeer de una joven haciendo música se asocia con la nobleza que se encuentra en la inspiración artística, así como con el arte de la pintura en el siglo XVII.  La guitarra, originaria de España, era muy apreciada en las Provincias Unidas de los Países Bajos.  Este instrumento ha sido decorado con una combinación de marfil, ébano, carey y nácar. La caja de resonancia está decorada con varias capas de papel ornamentado.  En el siglo XVII, la guitarra se utilizaba como instrumento continuo (armónico) y como instrumento solista.  La música que produce la guitarra es más potente que la del laúd, y esto se debe al diseño de las cuerdas. Las cuerdas de la guitarra reverberan con más profundidad y plenitud que las de instrumentos anteriores. No suena tan fuerte como la guitarra flamenca moderna, y las cuerdas de tripa se tocan con los dedos. Este cuadro representa una guitarra de cinco órdenes, que era lo habitual para la mayoría de los músicos solistas.
La representación de una guitarra por Vermeer sugiere un avance hacia el mundo moderno de la música, en el que el laúd queda atrás con sus tradiciones contemplativas y conservadoras. La representación de esta guitarra fue creada con una inmensa atención al detalle. La boca está decorada con una rosa de oro finamente labrada, en la que Vermeer ha creado una disposición abstracta de trazos pintados. Estas pinceladas están realzadas con detalles difusos de pintura amarilla plomo-estaño. El borde decorativo en blanco y negro de las guitarras intensifica el ambiente alegre del cuadro. La pequeña y detallada boca de la guitarra se creó con manchas de pintura empastada, que reflejan la luz en su superficie irregular y resbaladiza. La técnica más influyente y bien pensada que Vermeer utilizó en este cuadro se centra en las cuerdas de la guitarra. Algunas de las cuerdas están borrosas, lo que sugiere que han sido rasgueadas y están vibrando.  Por ello, podemos suponer que está tocando una canción.

### Pintura de paisaje
El cuadro dentro del cuadro de Vermeer fue identificado por el historiador del arte Gregor Weber.  El paisaje que se representa detrás de la cabeza de la joven se identifica con el de Pieter Jansz, Un paisaje boscoso con un caballero y perros en primer plano.  En la versión de Vermeer, la composición imitada está ligeramente recortada por arriba y por la derecha. La cabeza del joven músico tapa al caballero y a los perros. La versión de Vermeer dirige la atención del espectador hacia el árbol centrado, además de incorporar cielos azules y follaje más verde.
Es posible que Vermeer incorporara a su pintura este paisaje pastoral lleno de sol en referencia a la belleza de la mujer. Los artistas del siglo XVII solían atribuir a la naturaleza el tema de la belleza femenina, que se expresaba con frecuencia a través de la poesía y la música.

### Muro
La representación de Vermeer de una pared encalada le permitió preparar el escenario para una escena que ilustra a un individuo rasgueando una guitarra compuesta en la parte izquierda del lienzo. La composición del cuadro está equilibrada gracias al gran espacio negativo que crea el muro. La discreta pared ayuda a establecer el ambiente del cuadro, así como el esquema de iluminación y la profundidad espacial.Gracias al color de la pared, Vermeer pudo establecer una temperatura cálida y acogedora a partir de la luz entrante. Las pinceladas de Vermeer también dan a entender la dirección de la luz.
Según el historiador de la construcción de la ciudad Delft Wim Weeve, el uso de paredes encaladas se integró con frecuencia en las casas, castillos e iglesias de los neerlandesas en la Edad Media.

### Silla
Aunque irreconocible para el ojo no entrenado, esta silla de madera aparece retratada varias veces a lo largo de la carrera artística de Vermeer. En la parte superior izquierda del cuadro, detrás de su hombro, aparece la silueta de un remate en forma de cabeza de león. Este remate hace referencia a las sillas diseñadas y fabricadas por los españoles. Para construir esta silla, los artesanos españoles utilizaron cuero y no tela. Esto se debe al suministro constante de cuero crudo de España.Estas sillas eran respetadas por su artesanía y creatividad, y sus creadores se consideraban superiores dentro de los gremios artesanos.

### Libros
La decisión de Vermeer de representar tres libros sugiere la sofisticación de la joven, que lleva implícita un alto nivel de educación. Aunque los estudiosos desconocen los títulos de los libros, se ha argumentado que el volumen del libro del medio se asemeja a la Biblia, y se ha afirmado que la posible representación de la Biblia implica consejos bíblicos. Si esto es cierto, el cuadro podría indicar una decisión de ignorar moralmente el texto religioso. El lenguaje corporal y la expresión facial de la joven apartan la mirada del libro para prestar atención al individuo situado a su derecha. Otros argumentan que la presencia del libro implica aprendizaje, algo familiar en las pinturas neerlandesas de la Edad Media. Según la erudita Elise Goodman, la joven que aparece en este cuadro pertenecería a la alta burguesía y sabría leer, escribir y hablar varios idiomas.

## Procedencia
Después de la muerte de Vermeer en 1675, el cuadro permaneció en Delft en manos de Maria de Knuijt, la viuda de su mecenas Pieter van Ruijven. En 1682, Maria regaló el cuadro a su hija, Magdalena van Ruijven. Tras la muerte de Magdalena, el cuadro pasó a manos de su viudo, Jacob Abrahamsz Dissius, en 1695. El 16 de mayo de 1696, el cuadro fue subastado en una venta de Dissius en Ámsterdam. De 1794 a 1802, The Guitar Player estuvo en manos de Henry Temple, segundo vizconde de Palmerston, en Londres. Desde 1802 hasta 1865, el cuadro fue propiedad del hijo de Temple, Henry John Temple, tercer vizconde de Palmerston .  Finalmente, el cuadro pasó a ser propiedad del hijastro de John Temple, William Francis Cowper-Temple, primer barón de Mount Temple, entre 1865 y 1888. En 1888, su hijastro, Evelyn Melbourne Ashley, vendió el cuadro a Thomas Agnew and Sons, en Londres. Entre 1888 y 1889, el cuadro fue vendido por los Agnew a Edward Guinness. Desde 1889 hasta 1927, el cuadro estuvo en manos de Edward Guinness, primer conde de Iveagh, en Londres. Desde 1927 es parte de la colección Iveagh, y está expuesto en la Kenwood House.
En 2012, Kenwood House cerró por renovaciones. Mientras se llevaba a cabo la construcción, el cuadro estuvo expuesto en la Galería Nacional junto a los dos Vermeers de la propia galería. En 2013, el cuadro fue devuelto a finales de diciembre, cuando finalizó la construcción.  El guitarrista se exhibe actualmente en la Kenwood House de Londres, como parte de la colección del legado Iveagh.

### Robo
El 23 de febrero de 1974, alguien robó el cuadro de Kenwood House y pidió un rescate a cambio de un acuerdo para entregar y distribuir más de un millón de dólares (EE. UU.) en alimentos a la isla caribeña de Granada, o el ladrón destruiría el cuadro. Tras la amenaza, se envió una pequeña tira del cuadro a The Times de Londres, junto con otra demanda en la que se solicitaba que se permitiera a las hermanas republicanas irlandesas Marian y Dolours Price cumplir sus penas de prisión cerca de sus hogares en Irlanda del Norte. Fue recuperado por Scotland Yard en el cementerio de la Iglesia de San Bartolomé el Grande, en el distrito financiero de Londres, el 7 de mayo de 1974. El cuadro presentaba signos de humedad, pero por lo demás estaba intacto.

### Versión de Filadelfia

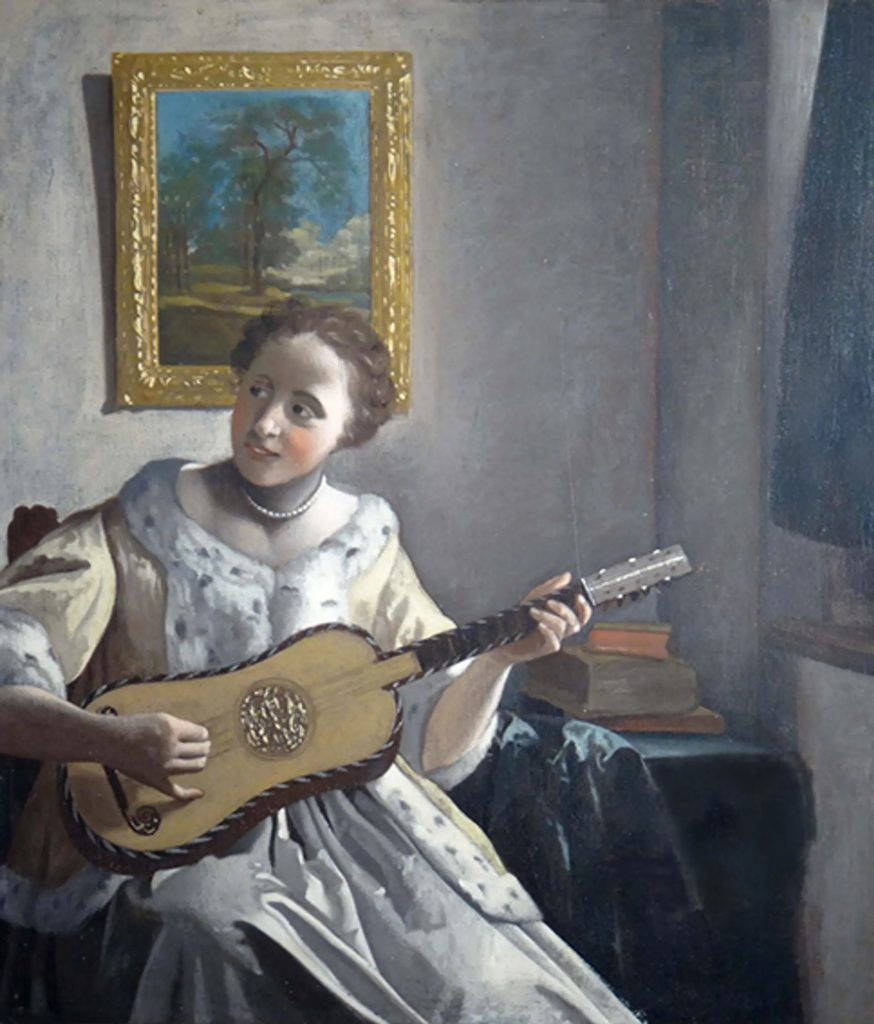
Copia de la obra conservada en el Museo de Arte de Filadelfia.

Una copia de época, llamada Una dama tocando la guitarra, se encuentra en la colección del Museo de Arte de Filadelfia. Estudios recientes, de junio de 2023, sugieren que el cuadro del museo de Filadelfia podría ser una copia del original de Kenwood realizada por el propio Vermeer. La investigación sugiere que el exceso de limpieza de la superficie ha dado lugar a una superficie muy desgastada que hasta ahora se ha interpuesto en el camino de tal atribución.

### Libros y artículos académicos
- Wheelock, Arthur. "Chapter XV: The Guitar Player." Vermeer and the Art of Painting, Yale University Press, New Haven and London.(en inglés)
- Wiesman, Marjorie. "24: The Guitar Player, About 1672." Vermeer and Music: The Art of Love and Leisure, London, National Gallery Company, Yale University Press.(en inglés)
- Liedtke, Walter. "35: The Guitar Player." Vermeer: The Complete Paintings, Belgium.(en inglés)
- Gaskell, Ivan. Vermeer's Wager: Speculationson Art History, Theory and Art Museums, Reaction Books, 1 October 2000.(en inglés)

### Sitios web
- Janson, Jonathan. "The Guitar Player." Essential Vermeer 2.0. (en inglés)

## Lecturas relacionadas
- Liedtke, Walter A. (2001). Vermeer and the Delft School (en inglés). Metropolitan Museum of Art. ISBN 9780870999734.